# Břestek
Břestek (en allemand : Brzestek) est une commune du district d'Uherské Hradiště, dans la région de Zlín, en République tchèque. Sa population s'élevait à 837 habitants en 2020.

## Géographie
Břestek se trouve à 11 km au nord-nord-est de Uherské Hradiště, à 27 km au sud-ouest de Zlín, à 56 km à l'est-sud-est de Brno et à 238 km au sud-est de Prague.
La commune est limitée par Staré Hutě au nord-est, par Salaš au nord-est, par Velehrad à l'est, par Tupesy au sud-est et par Buchlovice à l'ouest.

## Histoire
La première mention écrite du village date de 1131.

## Patrimoine

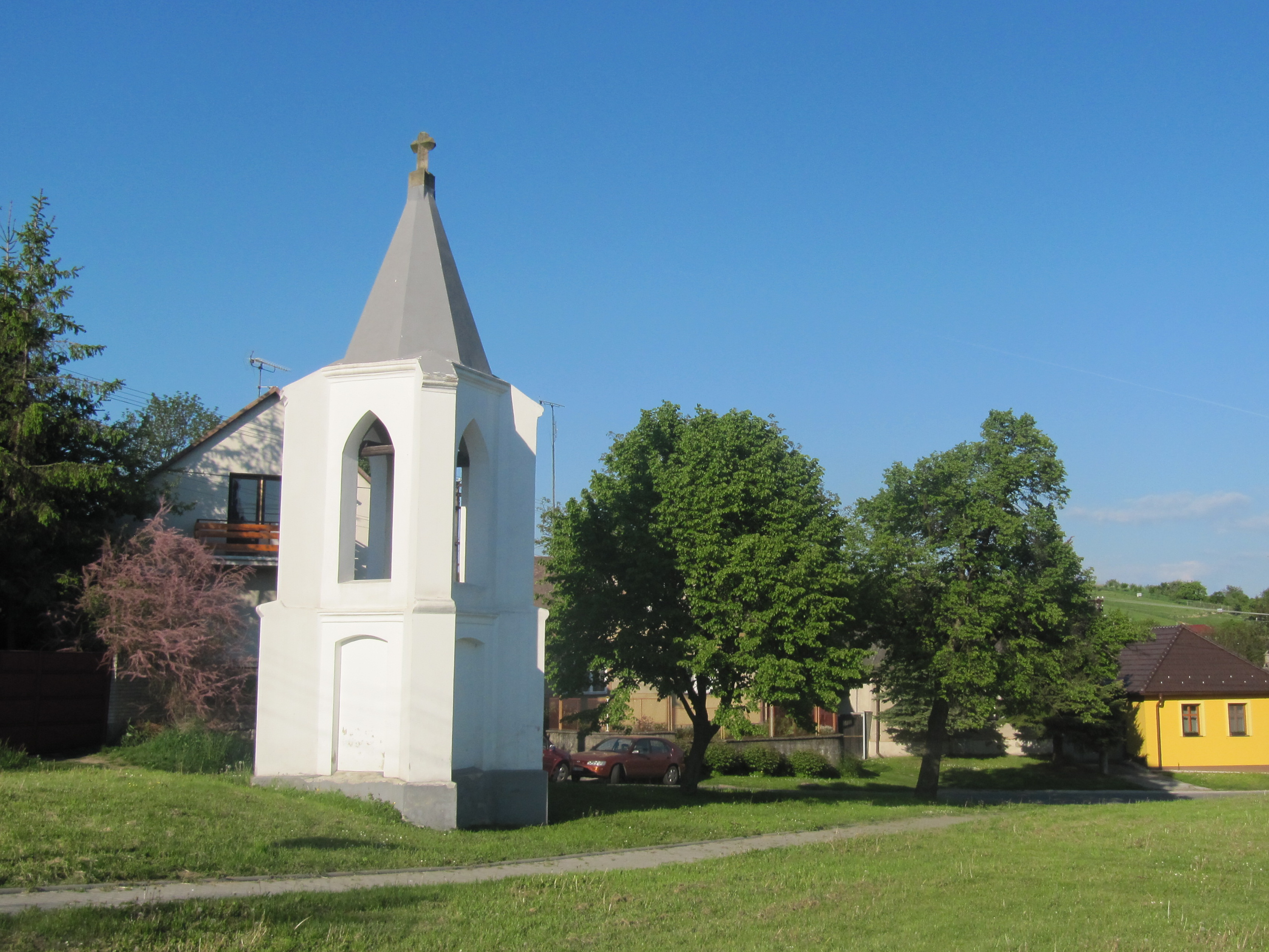
Beffroi à Břestek.
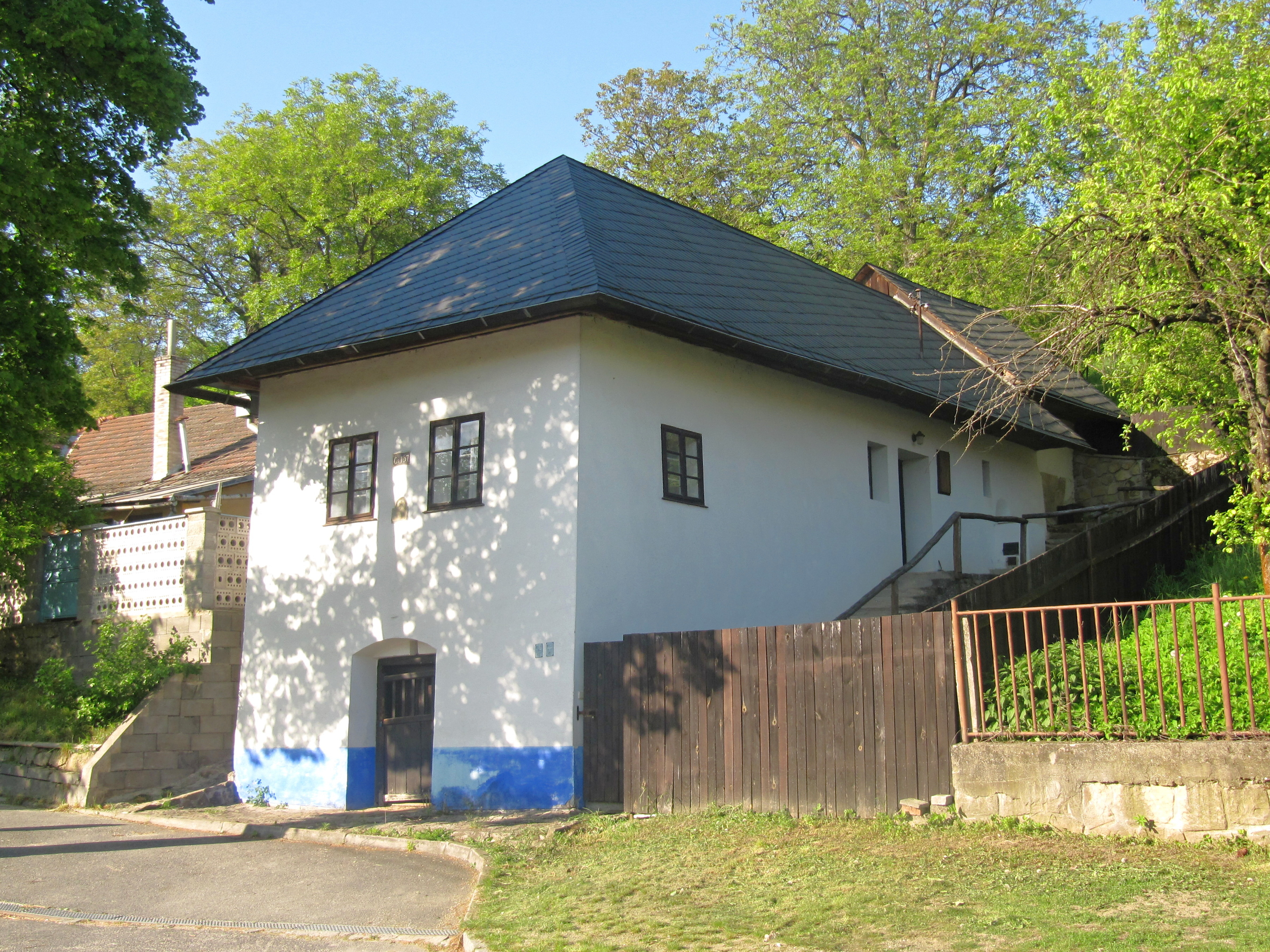
Maison classée n° 157.